# Pakwach
Pakwach – miasto w Ugandzie, w dystrykcie Nebbi.